# (9961) 1991 XK
A (9961) 1991 XK a Naprendszer kisbolygóövében található aszteroida. Ueda Szeidzsi és Kaneda Hirosi fedezte fel 1991. december 4-én.